# Audemars
Audemars – singel polskiego rapera Young Igiego. Singel został wydany 22 marca 2018 roku. Tekst utworu został napisany przez Igora Ośmiałowskiego.
Nagranie uzyskało certyfikat złotej płyty w 2021 roku.
Singel zdobył ponad 16 milionów wyświetleń w serwisie YouTube (2023) oraz ponad 7 milionów odsłuchań w serwisie Spotify (2023).

## Nagrywanie
Utwór został wyprodukowany przez Augusta i Olka. Tekst do utworu został napisany przez Igora Ośmiałowskiego.

## Twórcy
- Young Igi – słowa[1]
- Igor Ośmiałowski – tekst[1]
- August, Olek – produkcja[1]